# Before Gardens After Gardens
Before Gardens After Gardens je třetí studiové album americké skupiny Big Sir, kterou tvoří zpěvačka Lisa Papineau a baskytarista Juan Alderete. Album bylo vydáno v únoru 2012 společností Sargent House. Alderete byl členem skupiny The Mars Volta a na tuto desku přispěli i dva její další členové: Cedric Bixler-Zavala a Deantoni Parks. Společně s Papineau a Alderetem byl producentem alba Mickey Petralia.

## Seznam skladeb
1. „Regions“ – 4:19
2. „Ready on the Line“ – 2:53
3. „Infidels“ – 2:58
4. „Right Action“ – 2:34
5. „The Ladder“ – 2:54
6. „The Kindest Hour“ – 4:07
7. „Old Blood“ – 2:49
8. „Born with a Tear“ – 4:04
9. „Be Brave Go On“ – 3:23
10. „Our Pleasant Home“ – 5:16
11. „1 Thousand Petals“ – 2:09
12. „(I Asked Them) the Questions“ (bonus) – 3:29

## Obsazení
- Lisa Papineau – zpěv
- Juan Alderete – baskytara, programování, doprovodné vokály
- Cedric Bixler-Zavala – bicí, doprovodné vokály
- Jonathan Hischke – baskytara
- Matthieu Lesenechal – klávesy
- Matt Embree – doprovodné vokály
- Steve Choi – kytara
- Money Mark Ramos-Nishita – klávesy
- Deantoni Parks – bicí samply
- Heather Lockie – viola
- David Wm. Sims – baskytara
- Teri Gender Bender – doprovodné vokály
- Melanie Benoit
- Michael Morgan